# Aitor Osa
Aitor Osa Eizaguirre (ur. 9 września 1973 w Zestoa) – hiszpański kolarz szosowy pochodzenia baskijskiego.
Aitor Osa rozpoczął swoją karierę w 1995 roku w baskijskiej drużynie Euskadi. Po dwóch latach zmienił barwy klubowe na Banesto. W 2001 odniósł pierwsze zwycięstwo, wygrywając 4. etap wyścigu Dookoła Portugalii. W kolejnym roku udało mu się wygrać jeden etap w Dookoła Kraju Basków i wygrać cały wyścig. Później również odnosił zwycięstwa etapowe na Vuelta a La Rioja i na Dookoła Portugalii. W roku 2003 był drugi na La Flèche Wallonne. W 2004 po raz pierwszy startował w Tour de France i ukończył ten wyścig na 50. miejscu. W roku 2006 Osa jeździł dla hiszpańskiego teamu ProTour, Liberty Seguros-Würth. Był jednym z zamieszanych w aferę dopingową Operación Puerto.
Aitor jest starszym bratem innego kolarza, Unai Osa. Obaj jeździli dla tej samej drużyny od roku 1997.

## Zwycięstwa
2002
- lider klasyfikacji górskiej Vuelta Espana
- Dookoła Kraju Basków (w tym jeden etap)

## Drużyny
- 1995 Euskadi
- 1996 Euskadi
- 1997 Banesto
- 1998 Banesto
- 1999 Banesto
- 2000 Banesto
- 2001 iBanesto.com
- 2002 iBanesto.com
- 2003 iBanesto.com
- 2004 Illes Balears-Banesto
- 2005 Illes Balears-Caisse d’Épargne
- 2006 Liberty Seguros-Würth/Team Astana